# 全国ミニバスケットボール大会
全国ミニバスケットボール大会（ぜんこく―たいかい）は、日本ミニバスケットボール連盟・日本バスケットボール協会・朝日新聞社が主催するミニバスケットボールの全国大会である。

## 概略

### 概要
- 日本協会及び日本ミニバス連盟に加盟するチームに参加資格が与えられ、各都道府県協会から推薦されたチームに一部ブロックの推薦チームの男女各48チームが集い、「友情・ほほえみ・フェアプレー」をもとに、毎年3月に行われる。
- 1998年から2017年までは48チームを4ブロックに分け、予選リーグと決勝トーナメントによりブロック優勝を決定する。優勝チームは男女各4チーム。
- 2018年から48チーム1日1試合、計3試合を行う形式に変更。

### ブロック大会
北海道ブロック大会（1月）
- 北海道ミニバスケットボール大会

東北ブロック大会（3月）
- 東北ブロックスポーツ少年団・ミニバスケットボール交歓大会

北信越ブロック大会（12月）
- 北信越ミニバスケットボール大会

関東ブロック大会（1月）
- 関東ミニバスケットボール大会

東海ブロック大会（12月）
- 東海ミニバスケットボール大会

近畿ブロック大会（2月）
- 近畿ミニバスケットボール交歓大会

中国ブロック大会（12月）
- 中国ミニバスケットボール交歓大会

四国ブロック大会（8月）
- 四国ミニバスケットボール大会

九州ブロック大会（1月）
- 全九州ミニバスケットボール大会

## 歴史
第1～15回は『全国ミニバスケットボール交歓大会』として行われた。最初は、男女各6チームが参加。次第に参加チームが増え、現在のように各48チームの全国大会になる。交歓大会では、開催地は全国各地で持ち回りとなった。
1970年に京都バスケットボール協会主催の交歓大会として第1回が開催された。第3回（1972年）より日本協会が主催に加わる。
1976年に日本ミニバスケットボール連盟が発足され、翌年の第8回より主催に加わる。
第16回（1985年）より『全国ミニバスケットボール優勝大会』に変わり、翌年より開催地持ち回り制から国立代々木競技場での開催となった。
第24回（1993年）より『東邦生命カップ全国ミニバスケットボール大会』と名称変更。
第27回（1996年）より『全国ミニバスケットボール大会』に名称変更。
第29回（1998年）より男女4つの各ブロックで優勝を決めるいう方針となる。
第38回（2007年）は代々木競技場のアスベスト対策工事のため千葉県内の幕張メッセイベントホール、千葉ポートアリーナ、千葉県総合スポーツセンター体育館、船橋アリーナで開催された。
第42回（2011年）は代々木競技場が使用できない為、さいたまスーパーアリーナで開催される予定だったが、東北地方太平洋沖地震のため中止が決まった。
第47回（2016年）はJXホールディングス・JXエネルギーが就き「JX-ENEOS 全国ミニバスケットボール大会」として開催される。
第49回（2018年）と第50回（2019年）は代々木競技場が使用できない為、高崎アリーナで開催。第51回（2020年）は新型コロナで中止。
第54回（2023年）から現在は日本マクドナルド株式会社が就き「マクドナルド全国ミニバスケットボール大会」として開催されている。

## 歴代記録

### 歴代決勝記録
| 回 | 年   | 男子                           | 男子    | 男子                         | 女子                         | 女子    | 女子                           | 備考                         |
| 回 | 年   | 優勝                           | 決勝    | 準優勝                       | 優勝                         | 決勝    | 準優勝                         | 備考                         |
| -- | ---- | ------------------------------ | ------- | ---------------------------- | ---------------------------- | ------- | ------------------------------ | ---------------------------- |
| 16 | 1985 | 汲沢小クラブ(神奈川県)         | 44 - 31 | 古和釜小クラブ(千葉県)       | 小栗原小クラブ(千葉県)       | 28 - 24 | 東豊台クラブ(大阪府)           | 3月26日～29日 千葉県・船橋市 |
| 17 | 1986 | 小牧教室(愛知県)               | 41 - 28 | 桜丘小学校教室(宮城県)       | 野庭クラブ(神奈川県)         | 49 - 39 | 田喜野井小クラブ(千葉県)       | 3月28日～31日 東京都         |
| 18 | 1987 | 岡崎子ども教室(愛知県)         | 49 - 26 | 北谷(沖縄県)                 | 葛野(神奈川県)               | 31 - 17 | 江戸崎スポーツ少年団(茨城県)   | 3月28日～31日 東京都         |
| 19 | 1988 | 都跡教室(奈良県)               | 28 - 19 | 新居小クラブ(静岡県)         | 習志野台第二小クラブ(千葉県) | 37 - 23 | 川添スポーツ少年団(秋田県)     | 3月28日～31日 東京都         |
| 20 | 1989 | 大岩田小スポーツ少年団(茨城県) | 23 - 21 | 磐田中部クラブ(静岡県)       | 板橋(茨城県)                 | 29 - 24 | 輪島市教室(石川県)             | 3月28日～31日 東京都         |
| 21 | 1990 | 五日市観音教室(広島県)         | 36 - 20 | 本郷少年団(北海道)           | 川上北クラブ(神奈川県)       | 39 - 25 | 輪島市教室(石川県)             | 3月28日～31日 東京都         |
| 22 | 1991 | 岡崎子ども教室(愛知県)         | 31 - 15 | 金屋小(新潟県)               | 昭和クラブ(愛知県)           | 30 - 15 | 柏葉スポーツ少年団(埼玉県)     | 3月28日～31日 東京都         |
| 23 | 1992 | 岡崎子ども教室(愛知県①)        | 29 - 24 | 荒川沖スポーツ少年団(茨城県) | 昭和クラブ(愛知県②)          | 38 - 35 | 大和田クラブ(東京都)           | 3月28日～31日 東京都         |
| 24 | 1993 | 岡崎子ども教室(愛知県②)        | 46 - 17 | 豊田市教室(愛知県①)          | 豊島西クラブ(大阪府)         | 38 - 26 | 昭和クラブ(愛知県①)            | 3月28日～31日 東京都         |
| 25 | 1994 | 昭和クラブ(愛知県①)            | 42 - 31 | 長町南小同好会(宮城県)       | 昭和クラブ(愛知県)           | 36 - 23 | 明治スポーツ少年団(神奈川県)   | 3月28日～31日 東京都         |
| 26 | 1995 | 昭和クラブ(愛知県)             | 35 - 14 | 江別少年団(北海道)           | 昭和クラブ(愛知県)           | 45 - 27 | ちとせスポーツ少年団(青森県①)  | 3月28日～31日 東京都         |
| 27 | 1996 | 岡崎子ども教室(愛知県)         | 56 - 39 | 文京グーニーズ(東京都)       | 八児クラブ(福岡県②)          | 21 - 14 | 昭和クラブ(愛知県)             | 3月28日～31日 東京都         |
| 28 | 1997 | 昭和クラブ(愛知県①)            | 41 - 40 | 啓蒙スポーツ少年団(福井県)   | 昭和スポーツ少年団(愛知県)   | 52 - 21 | 静岡FASTスポーツ少年団(静岡県) | 3月28日～31日 東京都         |

### ブロック歴代決勝記録
| 回 | 年   | ブロック               | 男子                                 | 男子                   | 男子                                | 女子                              | 女子                   | 女子                                         | 備考                         |
| 回 | 年   | ブロック               | 優勝                                 | 決勝                   | 準優勝                              | 優勝                              | 決勝                   | 準優勝                                       | 備考                         |
| -- | ---- | ---------------------- | ------------------------------------ | ---------------------- | ----------------------------------- | --------------------------------- | ---------------------- | -------------------------------------------- | ---------------------------- |
| 29 | 1998 | A                      | 安来スティーラーズ(島根県)           | 47 - 29                | 舞阪クラブ(静岡県)                  | 大和田クラブ(東京都)              | 45 - 42                | 上市教室(富山県)                             | 3月28日～30日 東京都         |
| 29 | 1998 | B                      | 能代ブルーインズ(秋田県)             | 43 - 36                | 定塚ファイアーズ(富山県)            | 善通寺中央スポーツ少年団(香川県)  | 59 - 53                | 法典小クラブ(千葉県)                         | 3月28日～30日 東京都         |
| 29 | 1998 | C                      | 沼崎スポーツ少年団(茨城県)           | 53 - 30                | 輪島ブルーイーグルス(石川県)        | 香月小クラブ(福岡県)              | 54 - 14                | 江南小クラブ(新潟県)                         | 3月28日～30日 東京都         |
| 29 | 1998 | D                      | 与野西北スポーツ少年団(埼玉県)       | 60 - 35                | 中新田クラブ(宮城県)                | 昭和スポーツ少年団(愛知県)        | 47 - 31                | 七尾ブルドッグ(石川県)                       | 3月28日～30日 東京都         |
| 30 | 1999 | A                      | 長丘クラブ(福岡県)                   | 44 - 41                | 嘉手納小クラブ(沖縄県)              | 旭北スポーツ少年団(秋田県)        | 41 - 35                | 与野南スポーツ少年団(埼玉県)                 | 3月28日～30日 東京都         |
| 30 | 1999 | B                      | 長町南小同好会(宮城県)               | 40 - 38                | 大砂土クラブ(埼玉県)                | 城辺クラブ(愛媛県①)               | 42 - 36                | 諸見小クラブ(沖縄県)                         | 3月28日～30日 東京都         |
| 30 | 1999 | C                      | 加賀クラブ(石川県)                   | 27 - 25                | 西那須野東クラブ(栃木県)            | 昭和スポーツ少年団(愛知県)        | 48 - 28                | 相生スポーツ少年団(群馬県)                   | 3月28日～30日 東京都         |
| 30 | 1999 | D                      | 太田強戸小スポーツ少年団(群馬県)     | 51 - 40                | 清和クラブ(三重県)                  | 榎が丘ファイターズ(神奈川県)      | 37 - 22                | 長府スポーツ少年団(山口県)                   | 3月28日～30日 東京都         |
| 31 | 2000 | A                      | 谷津MBC(千葉県)                      | 49 - 30                | 能登川モンキーズ(滋賀県)            | 八木が谷小クラブ(千葉県)          | 63 - 28                | 立町サーベルモンキースポーツ少年団(宮城県)   | 3月28日～30日 東京都         |
| 31 | 2000 | B                      | 新居少年団(静岡県)                   | 35 - 33                | 与野西北スポーツ少年団(埼玉県)      | 香月小クラブ(福岡県)              | 35 - 19                | 矢部アローズ(神奈川県)                       | 3月28日～30日 東京都         |
| 31 | 2000 | C                      | 小山田スポーツ少年団(福島県①)        | 36 - 32                | 長町南小同好会(宮城県)              | 鳥屋野MBC(新潟県)                 | 28 - 27 (2OT)          | 高槻・芝生教室(大阪府)                       | 3月28日～30日 東京都         |
| 31 | 2000 | D                      | 諸見小クラブ(沖縄県)                 | 36 - 26                | 五十市観音教室(広島県)              | 長島オールスターズ(三重県)        | 31 - 24                | 国分寺クラブ(栃木県)                         | 3月28日～30日 東京都         |
| 32 | 2001 | A                      | 新田少年団(宮城県)                   | 53 - 38                | 美川・湊クラブ(石川県)              | 昭和スポーツ少年団(愛知県)        | 57 - 27                | 八栄MBC(千葉県)                              | 3月28日～30日 東京都         |
| 32 | 2001 | B                      | 井川スポーツ少年団(秋田県)           | 60 - 30                | 白岳教室(広島県)                    | 舞阪クラブ(静岡県①)               | 38 - 37                | 水戸笠原レッドサンダース(茨城県)             | 3月28日～30日 東京都         |
| 32 | 2001 | C                      | 取手中央スポーツ少年団(茨城県)       | 42 - 25                | 長井クラブ(神奈川県)                | 浜松相生スポーツ少年団(静岡県②)   | 68 - 24                | 竹矢クイッカーズ(島根県)                     | 3月28日～30日 東京都         |
| 32 | 2001 | D                      | 与野西北スポーツ少年団(埼玉県)       | 54 - 47                | 一関スポーツ少年団(岩手県)          | 大間々南(群馬県)                  | 45 - 24                | 糸満南小学校クラブ(沖縄県)                   | 3月28日～30日 東京都         |
| 33 | 2002 | A                      | 竹矢アローズ(島根県)                 | 42 - 41                | 樫原クラブ(京都府)                  | 大和田クラブ(東京都)              | 36 - 35                | 加賀クラブ(石川県)                           | 3月28日～30日 東京都         |
| 33 | 2002 | B                      | S.ワラビーズ(岡山県)                 | 62 - 22                | 玉名町小クラブ(熊本県)              | 茂木スポーツ少年団(栃木県)        | 65 - 44                | 永田台ビーバーズクラブ(神奈川県)             | 3月28日～30日 東京都         |
| 33 | 2002 | C                      | 取手中央スポーツ少年団(茨城県)       | 63 - 32                | 桐生東スポーツ少年団(群馬県)        | 浜松相生スポーツ少年団(静岡県)    | 42 - 29                | 八田クラブ(福岡県)                           | 3月28日～30日 東京都         |
| 33 | 2002 | D                      | 二宮クラブ(千葉県)                   | 50 - 30                | 馬出クラブ(福岡県)                  | 昭和クラブスポーツ少年団(愛知県)  | 58 - 41                | 上市教室(富山県)                             | 3月28日～30日 東京都         |
| 34 | 2003 | A                      | 馬場目スポーツ少年団(秋田県)         | 61 - 34                | 美里小学校(沖縄県)                  | 土浦小女子スポーツ少年団(茨城県)  | 46 - 43                | 都跡スクール(奈良県)                         | 3月28日～30日 東京都         |
| 34 | 2003 | B                      | 桜ヶ丘ファイターズ(新潟県)           | 57 - 32                | 須賀川スポーツ少年団(福島県)        | 中山MBC(千葉県①)                  | 54 - 20                | 口田東クラブ(広島県)                         | 3月28日～30日 東京都         |
| 34 | 2003 | C                      | 古賀ブレイス(福岡県)                 | 37 - 33                | 向陽台少年団(北海道)                | 大蔵クラブ(福岡県)                | 37 - 27                | 昭和クラブスポーツ少年団(愛知県)             | 3月28日～30日 東京都         |
| 34 | 2003 | D                      | チーム上牧(奈良県)                   | 50 - 25                | 真鍋スポーツ少年団(茨城県)          | F・Fリトルマジックス(東京都)      | 65 - 32                | 不二見レイカーズ(静岡県)                     | 3月28日～30日 東京都         |
| 35 | 2004 | A                      | 丸山バッドボーイズ(新潟県)           | 66 - 50                | 美川MBC(愛知県)                     | 小野MBC(愛媛県)                   | 45 - 28                | 所沢ライオンズ(埼玉県)                       | 3月28日～30日 東京都         |
| 35 | 2004 | B                      | 千歳向陽台少年団(北海道)             | 39 - 29                | 松本スポーツ少年団(福井県)          | 青葉小育成会(東京都)              | 44 - 30                | 昭和クラブ(愛知県)                           | 3月28日～30日 東京都         |
| 35 | 2004 | C                      | 貝ヶ森ブレイブス(宮城県)             | 61 - 32                | 宇都宮東少年団(栃木県)              | 矢部アローズ(神奈川県)            | 35 - 28                | 折尾西クラブ(福岡県)                         | 3月28日～30日 東京都         |
| 35 | 2004 | D                      | 長丘クラブ(福岡県)                   | 59 - 31                | TJジュニアクラブ(徳島県①)           | 田場小クラブ(沖縄県)              | 37 - 30                | 中山MBC(千葉県)                              | 3月28日～30日 東京都         |
| 36 | 2005 | A                      | 上菅田クラブ(神奈川県)               | 47 - 37                | ASAKURA(秋田県)                     | 牛久クラブ(茨城県②)               | 48 - 27                | 石井ボンバーズ(徳島県)                       | 3月28日～30日 東京都         |
| 36 | 2005 | B                      | 村上イーグレッツBoy's(千葉県)        | 42 - 41                | 築山クラブ(熊本県)                  | 蜷城クラブ(福岡県)                | 40 - 24                | 角倉スポーツ少年団(山口県)                   | 3月28日～30日 東京都         |
| 36 | 2005 | C                      | 国分クラブ(福岡県)                   | 42 - 40                | 円座スポーツ少年団(香川県)          | 中山MBC(千葉県)                   | 59 - 27                | 千里第三小クラブ(大阪府)                     | 3月28日～30日 東京都         |
| 36 | 2005 | D                      | 長小キング(滋賀県)                   | 54 - 41                | 巣鴨クラブスポーツ少年団(東京都)    | 土浦小女子スポーツ少年団(茨城県①) | 41 - 27                | 清水町キングフィッシャーズ(静岡県)           | 3月28日～30日 東京都         |
| 37 | 2006 | A                      | 亀川クラブ(大分県)                   | 51 - 45                | MB順化(福井県)                      | 北見北光少年団(北海道①)           | 49 - 47                | 中津東部クラブ(大分県)                       | 3月28日～30日 東京都         |
| 37 | 2006 | B                      | 村上イーグレッツBoy's(千葉県①)       | 32 - 29                | EMBC葛塚東(新潟県)                  | 市毛小スポーツ少年団(茨城県)      | 57 - 25                | 長島オールスターズ(三重県)                   | 3月28日～30日 東京都         |
| 37 | 2006 | C                      | 椿井アキンズ(奈良県)                 | 35 - 32                | 戸畑クラブ(福岡県)                  | 昭和クラブ(愛知県)                | 34 - 30                | 若松ボーイッシュ(福岡県)                     | 3月28日～30日 東京都         |
| 37 | 2006 | D                      | 小禄小学校(沖縄県)                   | 64 - 27                | 託麻西小学校(熊本県)                | 寒南スポーツ少年団(山形県)        | 30 - 27                | 弘前致遠クラブ(青森県)                       | 3月28日～30日 東京都         |
| 38 | 2007 | A                      | 百道浜シューティングスターズ(福岡県) | 42 - 25                | 美川MBCクラブ(愛知県)               | 若松ボーイッシュ(福岡県①)         | 34 - 25                | 下妻MBC(茨城県)                              | 3月28日～30日 千葉県・船橋市 |
| 38 | 2007 | B                      | 布津小学校(長崎県)                   | 81 - 48                | 春江スポーツ少年団(福井県)          | 豊島西クラブ(大阪府)              | 28 - 22                | 当尾小学校(熊本県)                           | 3月28日～30日 千葉県・船橋市 |
| 38 | 2007 | C                      | 駒形・田町クラブ(静岡県)             | 51 - 47 (OT)           | 札幌二条シューティング(北海道)      | 平群クラブ(奈良県)                | 46 - 42                | 川口じりんMBC(埼玉県)                        | 3月28日～30日 千葉県・船橋市 |
| 38 | 2007 | D                      | 八万ウルブズクラブ(徳島県)           | 51 - 24                | 高鍋(宮崎県)                        | 竹末クラブ(福岡県②)               | 49 - 34                | 浦添小学校(沖縄県)                           | 3月28日～30日 千葉県・船橋市 |
| 39 | 2008 | A                      | 村上イーグレッツBoy's(千葉県)        | 30 - 28                | 芥子山クラブ武士ジュニア(岡山県)    | 浜松飯田ノーティドッグス(静岡県)  | 36 - 29                | 高津クラブ(愛媛県②)                          | 3月28日～30日 東京都         |
| 39 | 2008 | B                      | 佐野クラブスポーツ少年団(栃木県)     | 45 - 42                | 七尾ブルドッグ(石川県)              | 女池グローリーガールズ(新潟県)    | 45 - 29                | 中津東部クラブ(大分県)                       | 3月28日～30日 東京都         |
| 39 | 2008 | C                      | 沼崎スポーツ少年団(茨城県)           | 35 - 30                | 太田郷MBBC(熊本県)                  | 冨貴島MBC(千葉県)                 | 50 - 47                | 昭和クラブ(愛知県)                           | 3月28日～30日 東京都         |
| 39 | 2008 | D                      | 西陵スポーツ少年団(鹿児島県)         | 37 - 34                | 与野西北スポーツ少年団(埼玉県)      | 大畑スポーツ少年団(青森県)        | 39 - 32                | 豊島西クラブ(大阪府)                         | 3月28日～30日 東京都         |
| 40 | 2009 | A                      | 扇MAXクラブ(東京都)                  | 50 - 45                | 滝ノ水クラブ(愛知県)                | 姫山女子MBC(愛媛県)               | 28 - 24                | 上暮地ミラクルマジックスポーツ少年団(山梨県) | 3月28日～30日 東京都         |
| 40 | 2009 | B                      | 長町南小同好会(宮城県)               | 46 - 26                | 吉木クラブ(福岡県)                  | 国分寺MBBC(東京都)                | 40 - 28                | 角倉スポーツ少年団(山口県①)                  | 3月28日～30日 東京都         |
| 40 | 2009 | C                      | 南観音小MB同好会(広島県)             | 47 - 38                | 白銀南MMBC(青森県)                  | 昭和クラブ(愛知県)                | 58 - 29                | 大庭ブルーウィングス(島根県)                 | 3月28日～30日 東京都         |
| 40 | 2009 | D                      | 豊府スポーツ少年団(大分県)           | 32 - 27                | 八郎潟(秋田県)                      | ゆりのきビーミーズ(兵庫県)        | 53 - 26                | きたくりスポーツ少年団(岩手県)               | 3月28日～30日 東京都         |
| 41 | 2010 | A                      | 戸畑クラブ(福岡県)                   | 81 - 29                | 燕ジュニアドラゴンズ(新潟県)        | 昭和クラブ(愛知県①)               | 40 - 32                | 白河MBBスポーツ少年団(福島県)                | 3月28日～30日 東京都         |
| 41 | 2010 | B                      | 瀬谷第二ラプターズ(神奈川県)         | 44 - 30                | 三里MBC(高知県)                     | 青葉小育成会(東京都)              | 46 - 43                | 川口じりんMBC(埼玉県)                        | 3月28日～30日 東京都         |
| 41 | 2010 | C                      | 諸富男子クラブ(佐賀県)               | 50 - 47                | 袋原スポーツ育成会(宮城県)          | 小倉クラブ(福岡県)                | 47 - 40                | 東希望が丘(神奈川県)                         | 3月28日～30日 東京都         |
| 41 | 2010 | D                      | 滝ノ水ウイング(愛知県)               | 42 - 37                | 上田小(沖縄県)                      | 輪島レッドイーグルス(石川県)      | 50 - 28                | 美川MBC(愛知県②)                             | 3月28日～30日 東京都         |
| 42 | 2011 | 東日本大震災のため中止 | 東日本大震災のため中止               | 東日本大震災のため中止 | 東日本大震災のため中止              | 東日本大震災のため中止            | 東日本大震災のため中止 | 東日本大震災のため中止                       | 3月28日～30日 埼玉県         |
| 43 | 2012 | A                      | 豊田フレンズ(栃木県)                 | 60 - 22                | 館野クラブ(石川県)                  | 加賀クラブ(石川県)                | 45 - 28                | 中津北部クラブ(大分県)                       | 3月28日～30日 東京都         |
| 43 | 2012 | B                      | 桐生相生(群馬県)                     | 36 - 34                | 大里南小学校(沖縄県)                | 昭和クラブ(愛知県)                | 45 - 26                | 青葉小育成会(東京都)                         | 3月28日～30日 東京都         |
| 43 | 2012 | C                      | 円座クラブ(香川県)                   | 31 - 30                | 小ヶ倉少年団(長崎県②)               | 味酒MBC(愛媛県)                   | 53 - 30                | 名和SUNDEVILS(兵庫県)                        | 3月28日～30日 東京都         |
| 43 | 2012 | D                      | 前原中野木MBC(千葉県)                | 36 - 35                | シリウスクラブ(静岡県)              | 名池クラブ(山口県)                | 44 - 39                | 片岡小(群馬県)                               | 3月28日～30日 東京都         |
| 44 | 2013 | A                      | 村上イーグレッツBoy's(千葉県)        | 50 - 41                | 札幌札苗少年団(北海道)              | 龍ヶ崎スポーツ少年団(茨城県)      | 34 - 24                | 猿橋スポーツ少年団(山梨県)                   | 3月28日～30日 東京都         |
| 44 | 2013 | B                      | 古蔵小学校(沖縄県)                   | 54 - 39                | 久米クラブ(愛媛県)                  | 習台二MBC(千葉県)                 | 44 - 31                | 牟礼中央クラブ(山口県②)                      | 3月28日～30日 東京都         |
| 44 | 2013 | C                      | 宗岡スポーツ少年団(埼玉県)           | 47 - 44                | 中島クラブ(石川県)                  | 豊島西クラブ(大阪府)              | 43 - 32                | 若松クラブスポーツ少年団(神奈川県)           | 3月28日～30日 東京都         |
| 44 | 2013 | D                      | 総社教室(岡山県)                     | 42 - 36                | 川中島篭球倶楽部(長野県)            | 大和田スポーツ少年団(埼玉県)      | 34 - 26                | ピンクモンスターMBC(滋賀県)                  | 3月28日～30日 東京都         |
| 45 | 2014 | A                      | 山口クラブ(福岡県)                   | 35 - 33 (OT)           | 中原小学校(沖縄県)                  | 札幌札苗緑少年団(北海道)          | 37 - 35                | 昭和クラブ(愛知県)                           | 3月28日～30日 東京都         |
| 45 | 2014 | B                      | 大園小学校(長崎県)                   | 31 - 25                | 都跡スクール(奈良県)                | 宮の原(栃木県)                    | 54 - 34                | 長丘クラブ女子(福岡県)                       | 3月28日～30日 東京都         |
| 45 | 2014 | C                      | 柳井スポーツ少年団(山口県)           | 37 - 36                | 古江チャレンジクラブ(島根県)        | 長崎ジュニアクラブ(長崎県)        | 46 - 41                | 味酒MBC(愛媛県)                              | 3月28日～30日 東京都         |
| 45 | 2014 | D                      | 六ッ川クラブ(神奈川県)               | 44 - 39                | 根上クラブ(石川県)                  | 田布施(山口県)                    | 57 - 45                | 桐生西小クラブ(群馬県)                       | 3月28日～30日 東京都         |
| 46 | 2015 | A                      | BRAVES(栃木県)                       | 32 - 26                | 高須西教室(兵庫県)                  | 明城クラブ(兵庫県)                | 67 - 51                | 岩井第一MBC(茨城県)                          | 3月28日～30日 東京都         |
| 46 | 2015 | B                      | 石井ボンバーズ(徳島県)               | 39 - 29                | 島根マリン・ファイターズMBC(島根県) | 大庭ブルーウィングス(島根県)      | 35 - 27                | 山中湖東スポーツ少年団(山梨県)               | 3月28日～30日 東京都         |
| 46 | 2015 | C                      | 国分クラブ(愛媛県)                   | 34 - 12                | ブラックローズ(千葉県)              | 柿生フィリーズ(神奈川県)          | 72 - 31                | 飯山スポーツ少年団(香川県)                   | 3月28日～30日 東京都         |
| 46 | 2015 | D                      | 長町南小同好会(宮城県)               | 32 - 31                | 杉妻スポーツ少年団(福島県)          | 湖西スポーツ少年団(静岡県)        | 40 - 33                | 辰市クラブ(奈良県)                           | 3月28日～30日 東京都         |
| 47 | 2016 | A                      | 朝霞フレンドリーズ(埼玉県)           | 42 - 35                | 上田小クラブ(沖縄県)                | 伊那ダイヤモンドツインズ(長野県)  | 49 - 47                | 宮の原(栃木県)                               | 3月28日～30日 東京都         |
| 47 | 2016 | B                      | 松浜ワイルドキャッツ(新潟県)         | 43 - 35                | 亀阜クラブ(香川県)                  | 津幡スワンズMBC(石川県)           | 44 - 42 (OT)           | 高木瀬女子クラブ(佐賀県)                     | 3月28日～30日 東京都         |
| 47 | 2016 | C                      | 志佐小学校(長崎県)                   | 55 - 45                | 篠原ウィンズ少年団(静岡県)          | 美木田クラブ(大阪府)              | 51 - 38                | 大野スポーツ少年団(茨城県)                   | 3月28日～30日 東京都         |
| 47 | 2016 | D                      | 木曳野クラブ(石川県)                 | 57 - 45 (OT)           | 古賀ブレイス(福岡県)                | 宮森小学校(沖縄県)                | 64 - 59 (OT)           | ラビッツ(千葉県)                             | 3月28日～30日 東京都         |
| 48 | 2017 | A                      | 沢地クラブ(大阪府①)                  | 44 - 41                | 宮の原(栃木県)                      | 宇和島明城MBC(愛媛県)             | 52 - 34                | 沢田クラブ(静岡県)                           | 3月28日～30日 東京都         |
| 48 | 2017 | B                      | フォルティス u&u(熊本県)             | 36 - 30                | 大庭ブルーサンダース(島根県)        | 川上北ブルーデビルズ(神奈川県)    | 62 - 29                | 一関スポーツ少年団(岩手県)                   | 3月28日～30日 東京都         |
| 48 | 2017 | C                      | 黒髪小男子クラブ(長崎県)             | 36 - 23                | 戸畑クラブ(福岡県)                  | 箕輪健全育成(長野県)              | 45 - 40                | 川口じりんMBC(埼玉県)                        | 3月28日～30日 東京都         |
| 48 | 2017 | D                      | 宇品体協(広島県)                     | 42 - 34                | 円座スポーツ少年団(香川県)          | 三和MBC(千葉県)                   | 45 - 23                | パイレーツクラブ(奈良県)                     | 3月28日～30日 東京都         |